# Marnix Stevens
Marnix Stevens (15 april 1945) is een Belgische voormalige atleet, die gespecialiseerd was in de lange afstand en het veldlopen. Hij veroverde één Belgische titel.

## Biografie
Stevens veroverde in 1973 de Belgische titel op de marathon. Hij was aangesloten bij AA Gent.

## Belgische kampioenschappen
| onderdeel | jaar |
| --------- | ---- |
| marathon  | 1973 |

## Persoonlijk record
| Onderdeel | Prestatie | Datum             | Plaats  |
| --------- | --------- | ----------------- | ------- |
| marathon  | 2:18.56   | 15 september 1973 | Berchem |

## Palmares

### marathon
- 1973:  BK AC in Berchem - 2:18.56

### veldlopen
- 1964: 23e Landencross junioren in Dublin